# Raión de Verjnodniprovsk
Raión de Verjnodniprovsk (en ucraniano: Верхньодніпровський район) es un antiguo raión o distrito de Ucrania en el óblast de Dnipropetrovsk. 
Comprende una superficie de 1286 km².
La capital fue la ciudad de Verjnodniprovsk.

## Demografía
Según estimación 2010 contaba con una población total de 54 455 habitantes.

## Otros datos
El código KOATUU es Koatuu. El código postal 51600 y el prefijo telefónico +380 5658.